# Regional Air Services
Regional Air Services – tanzańska linia lotnicza z siedzibą w Aruszy.

## Flota
Flota Regional Air Services.
- 1 Cessna 208 Caravan
- 1 De Havilland Canada Dash 7-102
- 1 De Havilland Canada DHC-6 Twin Otter Series 200
- 2 De Havilland Canada DHC-6 Twin Otter Series 300